# Johann Christoph von Rotberg

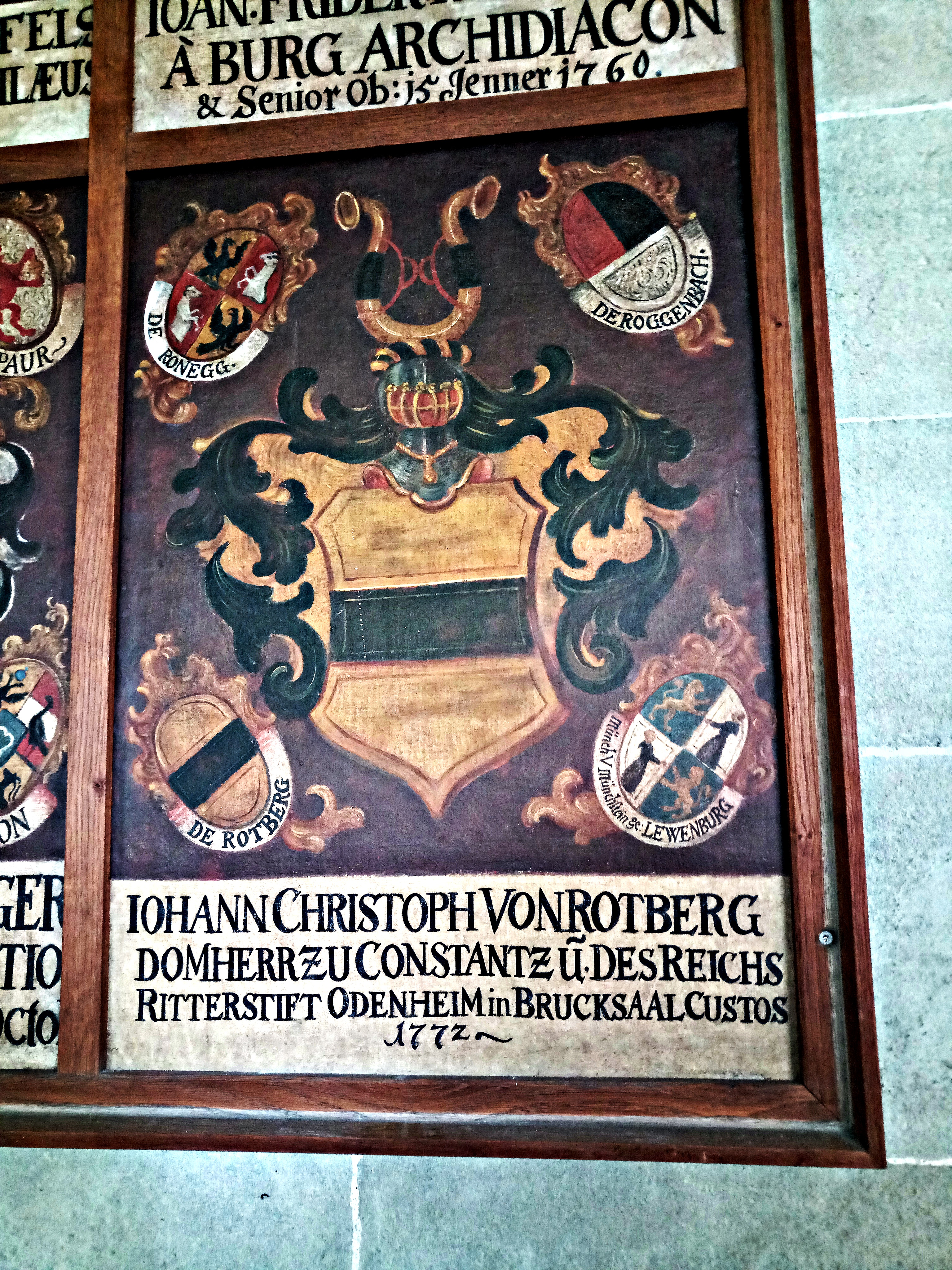
Totentafel im Konstanzer Münster-Kreuzgang

Johann Christoph Heinrich von Rotberg (* 26. November 1720 in Schliengen; † 5. April 1772 in Konstanz) war Propst (Oberhaupt) des Ritterstiftes Odenheim in Bruchsal sowie Domherr im Fürstbistum Konstanz.

## Herkunft
Er entstammte dem Baseler Adelsgeschlechtes der Rotberg und war der Sohn von Georg Sigmund von Rotberg (1685–1727), fürstbischöflich Baseler Landvogt in Schliengen, sowie dessen Gattin Maria Anna Münch von Münchenstein (1689–1760). Der Vater hatte zum katholischen Glauben konvertiert; die Mutter wurde als Witwe Stiftsdame in der Abtei Andlau und war eine Schwester des Prälaten Beat Anton Münch von Münchenstein († 1759).

## Leben und Wirken
1740 erhielt Johann Christoph von Rotberg ein Kanonikat am Ritterstift Odenheim, Bruchsal, im Fürstbistum Speyer, wo sein Onkel Beat Anton Münch von Münchenstein zu jener Zeit als Kanoniker und Scholaster fungierte.
1755 wurde Rotberg auch Domkapitular in Konstanz, außerdem avancierte er zum Kustos, 1770 zum Propst (Oberhaupt) des Ritterstiftes Odenheim in Bruchsal. Er trat in diesem Amt die Nachfolge seines Onkels Beat Anton Münch von Münchenstein an und hatte den Rang eines Reichspropstes.   
Der Prälat starb 1772 in Konstanz. Im Kreuzgang des Konstanzer Münsters ist eine hölzerne Wappen-Epitaphtafel von ihm erhalten, im Münster selbst, seine Grabplatte.